# Gall dindi
El gall dindi comú o senzillament gall dindi (Meleagris gallopavo) és una de les dues espècies d'ocells del gènere Meleagris, gènere d'aus gal·liformes de la família dels fasiànids.
És originari de l'Amèrica del Nord, però s'ha introduït com a au domèstica a gairebé a tot el món. La seva població al moment de l'arribada dels europeus es calcula en 40 milions d'exemplars, sent fortament caçada o domesticada. En l'actualitat s'estima que n'hi ha 4 milions en estat salvatge i molts milions més en estat domèstic. Com altres espècies de l'ordre dels gal·liformes hi ha dimorfisme sexual i la femella és més menuda que el mascle i també menys acolorida. De les dues espècies de gall dindi Meleagris gallopavo és originària de Nord-amèrica i Meleagris ocellata ho és d'Amèrica Central. El gall dindi domèstic prové de M. gallopavo. Segurament els maies també van domesticar l'altra espècie M. ocellata. És objecte d'una cria intensiva en expansió atès que la seva carn és poc greixosa i, per tant, baixa en contingut energètic. És tradicional el seu consum en festes assenyalades dels Estats Units i el Canadà com el Dia d'Acció de Gràcies i el Nadal i s'hi acostuma a servir amb una tradicional salsa de nabius de grua.
També es coneix com o gall de les Índies, indiot (el mascle), pioc, titot, tito, indià, polit, tito/tita o dindi.

## Característiques biològiques
Els galls dindis salvatges habiten el nord d'Amèrica, des dels Estats Units fins al sud de Mèxic. Les subespècies es troben en una àmplia varietat d'hàbitats incloent-hi planes i muntanyes, necessitant resguard per als nius i d'arbres per posar-se i esquivar als depredadors. Passen gran part del dia buscant aliment en els sòls i solament volen curtes distàncies sense arribar a migrar.
En general són omnívors alimentant-se de petits insectes, llavors i plantes; variant el pes i grandària considerablement d'una subespècie a una altra. Són de comportament diürn posant-se a les nits en les capçades dels arbres.

### Comportament
Els galls dindis s'organitzen en una societat jeràrquica i es comuniquen mitjançant crides i contacte físic sumant-se a aquests els festejos sexuals, segons l'estació els mascles i les femelles es comporten de manera diferent formant grups de grandària i funcions variables.
Fora de l'època de reproducció els mascles i les femelles viuen en grups separats, arribant la primavera es creen "bandades de festeig", grups de mascles adults i femelles de major grandària.
Quan és l'època de reproducció, els mascles fixen territoris. Els grups de femelles es desarticulen, provocant que les femelles transitin solitàries amb total llibertat pels territoris. Els mascles que han aconseguit fixar el seu domini sobre un territori tractaran d'atreure femelles amb crides sonores i realitzant moviments complexos. En grups de mascles joves solament el més dominant és el que s'aparella. Normalment un grup petit de mascles dominants té total domini sobre un gran nombre d'individus. Quan el mascle i la femella han consumat l'acte sexual comencen la construcció del niu on poden aparellar-se diàriament fins al moment de covar. Regularment les femelles formen grups per nidificar i criar als seus pollets en el mateix niu. La mare gall dindi dipositarà de 5 a 8 ous i els covarà al voltant de 28 dies. Tot seguit els pollets romandran en el niu fins als 6 o 7 mesos. Si l'aparellament no provoca el naixement de cries, les femelles formen esbarts sense niuada. A l'hivern, els mascles i les femelles se separen formant "grups hivernals". Els pollets mascles abandonen el niu i formen els seus propis "grups hivernals".

## Subespècies
Es coneixen sis subespècies de  Meleagris gallopavo :
- Meleagris gallopavo silvestris - centre i est dels Estats Units.
- Meleagris gallopavo osceola - Florida (localitzat)
- Meleagris gallopavo intermèdia - del nord de Texas al centre-est de Mèxic. A l'Estat de Chihuahua, se li coneix també com a "Cócono".
- Meleagris gallopavo merriami - oest dels Estats Units.
- Meleagris gallopavo mexicana - muntanyes de l'altiplà est i centre de Mèxic.
- Meleagris gallopavo gallopavo - sud de Mèxic (de Jalisco a Veracruz i pel sud fins a Guerrero).